# Лі Сюеїн
Лі Сюеїн  (кит.: 李 雪英, 15 травня 1990) — китайська важкоатлетка, олімпійська чемпіонка.

## Виступи на Олімпіадах
| Олімпіада   | Вагова категорія | Місце |
| ----------- | ---------------- | ----- |
| Лондон 2012 | 58 кг            | 1     |